# Lampetis aurata
Lampetis aurata es una especie de escarabajo del género Lampetis, familia Buprestidae. Fue descrita científicamente por Saunders en 1871.